# Ordre des hospitaliers de la Charité-Notre-Dame
L'ordre des hospitaliers de la Charité-Notre-Dame, également appelé religieux des Billettes, a été fondé à Châlons-en-Champagne, par Guy de Joinville seigneur de Dongiers (ou Dangeux), pour soigner les malades et les pauvres passants.

## Histoire
Guy de Joinville, seigneur de Dongeux ou de Dongiers, avait, en 1286, fait bâtir à Boucheraumont, dans le diocèse de Châlons-sur-Marne, un hôpital pour y recevoir les malades et les pauvres passants.
Cet hôpital était desservi par une communauté séculière d'hommes et de femmes, sous le titre et la protection de la Sainte-Vierge leurs belles attributions leur avaient fait donner le nom d’hospitaliers de la Charité-Notre-Dame. Le succès de cet établissement fit naitre au fondateur la pensée d'en former un semblable à Paris. Il jeta les yeux sur la maison des Miracles (construite sur les lieux du miracle des Billettes), rue des Jardins, que Reinier Flaming, bourgeois de Paris, consentit à lui céder.
Ces religieux n'appartenaient à aucun ordre connu. iIs portaient sur leurs habits de petits scapulaires ou billettes, et le peuple les désigna bientôt sous le nom de religieux des Billettes. Le pape, en 1346, les exempta des censures encourues par l'irrégularité de leur fondation, et leur imposa la règle de saint Augustin. La reine Clémence de Hongrie, épouse de Louis X, enrichit cette communauté qu'on désignait alors sous le nom de couvent où Dieu fut bouilli.